# Helena Snoek
Helena Snoek (Rotterdam, 22 september 1764 – Amsterdam, 31 december 1807) was een Nederlands toneelspeelster. Hoewel ze de bloeiperiode van het classicistische toneel in de Amsterdamse Stadsschouwburg (1795-1820) nauwelijks meemaakte, heeft ze daaraan toch bijgedragen, niet het minst door haar invloed op haar jongere broer en zus, Andries en Anna Maria Snoek.

## Biografische schets
Helena Snoek werd in 1764 in Rotterdam geboren als oudste van vijf kinderen van de schipper Jan Snoek en diens vrouw Helena de Ruyter. Jan Snoek was afkomstig uit het Duitse Emden en had zich een jaar daarvoor als wijnschipper in Rotterdam gevestigd. Hij overleed in 1780, waarna zijn weduwe een drankenhandel begon om in het levensonderhoud te voorzien. Behalve Helena en haar twee jaar jongere broer Andries Snoek, telde het gezin nog drie dochters. Ook het jongste kind, de 15 jaar jongere Anna Maria, zou aan het toneel gaan en een grote ster worden. Met haar broer Andries speelde Helena Snoek omstreeks 1784 bij een Rotterdams amateurtheatergezelschap. In 1787 sloten beiden zich aan bij het reizende beroepsgezelschap van Willem van Dinsen en zijn echtgenote Catharina Kraijesteijn. In 1789 trouwde Helena in Rotterdam met de zanger-acteur Pieter Johannes Snoeck (1769-1848). Voor zover bekend bleef dit huwelijk kinderloos.
In 1791 sloten Helena en Andries Snoek zich aan bij het gezelschap van Ward Bingley, de Nederduitsche Acteurs, dat in het winterseizoen de Amsterdamse Stadsschouwburg bespeelde. Mogelijk speelde toen ook al het jongere zusje Anna Maria mee. Een jaar later richtte Andries Snoek een eigen gezelschap op, de Nederduitsche Tooneelisten, waarmee hij nog in hetzelfde jaar in de Rotterdamse Schouwburg debuteerde. Begin 1793 sloot de Rotterdamse Schouwburg vanwege de oorlogsdreiging uit Frankrijk. Voor de familie Snoek en de andere leden van de Nederduitsche Tooneelisten begon een periode van rondtrekken langs de diverse schouwburgen, vooral in de Zuidelijke Nederlanden. Die periode eindigde toen men in 1795 een contract kreeg om in de Amsterdamse Stadsschouwburg te komen spelen.
Zowel Andries als Helena, en later ook Anna Maria Snoek, genoten grote populariteit bij het Amsterdamse theaterpubliek. Helena speelde vooral "getrouwe en tedere echtgenoten, gevoelvolle moeders en zelfs minnaressen" (volgens de toneelcriticus C.F. Haug). Ze speelde hoofdrollen in blijspelen en tweede rollen in treurspelen. Zo speelde ze in Vondels Gijsbrecht de rol van Badeloch. Helena Snoek werd met een jaarsalaris van 2600 gulden (in 1806) goed betaald, maar haar reputatie bereikte niet dezelfde hoogte als die van haar broer en zus, of die van de meest gevierde ster van die tijd, Johanna Cornelia Wattier.
Andries Snoek zou in 1811, samen met Theo Majofski en Johanna Cornelia Ziezenis-Wattier, medebestuurder van de Stadsschouwburg worden, wat een gouden tijd voor het Amsterdamse toneel zou inluiden, maar Helena zou dat niet meer meemaken. Op oudejaarsdag 1807 overleed ze, 43 jaar oud, vlak na een optreden als Badeloch. In de schouwburg vond op 18 januari 1808 een herdenkingsplechtigheid plaats, waarbij de danseres Polly de Heus-Cuninghame optrad in een gelegenheidsstukje. Helena's echtgenoot trouwde een jaar later met de toneelspeelster Maria Fortunate Grotta.

## Nalatenschap
Ludwig Gotlieb Portman verspreidde in 1810 een gravure als aandenken aan Helena Snoek. Een geschilderd portret van de hand van Hillebrand Dirk Loeff is bewaard gebleven in de portrettengalerij van de Stadsschouwburg Amsterdam.
- Biografisch Portaal: 17161632
- Digitale Bibliotheek voor de Nederlandse Letteren: snoe016
- Gemeinsame Normdatei: 1352287110
- Nederlandse Thesaurus van Auteursnamen: 073649260
- Virtual International Authority File: 290765472
- WorldCat: E39PBJp9qVxJjxGQfrJBp897HC